# Processus latéral du cartilage du septum nasal
Les processus latéraux du cartilage septal du nez forment les deux  cartilages latéraux du nez Ils  participent à la formation de la partie antérieure de la cavité nasale.

## Description
Le cartilage latéral du nez est aplati et de forme triangulaire. Il est composé de cartilage hyalin.
Il est situé sous le bord inférieur de l'os nasal formant une expansion en forme d'aile du cartilage septal du nez.
Son bord antérieur est plus épais que le postérieur et est continu en haut avec le cartilage septal. En bas il en est séparé par une fissure étroite.
Son bord supérieur est attaché à l'os nasal et au processus frontal du maxillaire.
Son bord inférieur est relié par un tissu fibreux au grand cartilage alaire. Le cartilage nasal latéral et le grand cartilage alaire s'enroulent lors de l'interaction de l'un avec l'autre, formant une connexion étroite à travers les tissus fibreux.

## Aspect clinique
Avec un effondrement du cartilage nasal latéral, la valve nasale interne peut s'obstruer et empêcher du flux d'air nasal. Il est possible dans ce cas de le repositionner par voie chirurgicale.